# 烏氏金翅雀鯛
烏氏金翅雀鯛（學名：Chrysiptera uswanasi），又稱烏氏刻齒雀鯛，是輻鰭魚綱鱸形目雀鯛科金翅雀鯛屬的其中一種，分布於西太平洋印尼西巴布亞省海域，深度3至15公尺，本魚體呈橢圓形而側扁，幼魚體淡綠色，有淡黃色的擴散，前額和口鼻部有大片綠松石藍色區域，而成魚主要是淡黃色，腹側逐漸變淺灰色，頭部、身體和基部有許多藍色或綠色的小斑點，背鰭硬棘13枚、背鰭軟條11枚、臀鰭硬棘2枚、臀鰭軟條11-20枚，體長可達4.5公分，棲息在有遮蔽的珊瑚礁、潟湖，以浮游生物為食，繁殖期成對出現，雄魚會守護魚卵至孵化，生活習性不明。